# Dominans (TV-program)
Dominans var ett svenskt underhållningsprogram i SVT, vilket sändes i två omgångar 1992-1993.
I programmet tävlade lag med studenter från olika svenska universitet i improviserad humoristisk retorik. Programledare var Jonas Hallberg och domare folklivsforskaren Gillis Herlitz.
Båda omgångarna vanns av laget från Lunds universitet. I den första omgången representerades laget av Per Ola Olsson, Karl Löfqvist, Per Welinder och Johan Wester. I den andra ersattes Johan Wester av Per Kockum.